# ビシャン・スタジアム
ビシャン・スタジアム（英: Bishan Stadium）は、シンガポールのビシャン地区、ビシャン・スポーツ・リクリエーションセンター内にある多目的スタジアム。

## 概要
主にサッカーの試合に用いられる。収容人数は4,254人。
現在、シンガポールプレミアリーグに所属するライオン・シティ・セーラーズFCがホームスタジアムとして利用している。
2006年には、ジャラン・ベサール・スタジアムと共にAFC U-17選手権2006の会場として使用された。
また、2010年に行われたシンガポールユースオリンピックの際には、陸上競技の会場として使用された。

## 交通アクセス
地下鉄のMRT南北線ビシャン駅より徒歩約5分。